# 陸上パーキング
陸上パーキング（くがみパーキング）は、鳥取県岩美郡岩美町にある駐車場と海の家の利用ができる施設。春と秋は車中泊の出来るスポットして利用できる。
国の天然記念物である浦富海岸の一部の東浜海岸を管理している。
（浦富海岸は、日本百景・日本の白砂青松百選・日本の渚百選などに選ばれている。そして、日本の国立公園の山陰海岸国立公園の一部で、ユネスコ世界ジオパークの山陰海岸ジオパークの一部でもある。）

## 概要
陸上パーキングは東浜海水浴場を管理している。同海水浴場は鳥取県による水質調査では、最高ランクのAAを記録している。

## 交通アクセス
山陰本線 東浜駅より徒歩10分。

## 所在地
〒681-0011 鳥取県岩美郡岩美町陸上21-8